# Hieracium lutnjarmense
Hieracium lutnjarmense es una especie de planta con flor del género Hieracium, de la familia Asteraceae, orden Asterales.

## Distribución
Hieracium lutnjarmense se distribuye por Rusia.

## Taxonomía
Fue descrita científicamente por Schljakov.